# Інамбу рудошиїй
Інамбу рудошиїй (Rhynchotus rufescens) — вид птахів родини тинамових (Tinamidae).

## Поширення
Птах поширений у центральній та північній Аргентині, Бразилії, Парагваї, Колумбії та на сході Перу, та можливо Уругваї

## Опис
Тіло завдовжки 40—41 см, вага 830 г. Забарвлення руде із чорними цятками. Голова темніша, черево біле з темними смугами. Дзьоб чорний, загнутий донизу.

## Спосіб життя
Птах живе у вологих луках та на лісових галявинах на висоті до 1000 м. Можна його зустріти на сільськогосподарських угіддях та в сухих степах. Активний у спекотну добу дня. Раціон залежить від пори року. Влітку живиться комахами та дрібними хребетними (ящірки, жаби, змії). Взимку вживає рослинну їжу: плоди, ягоди, квіти, коріння.

## Види і підвиди
- Rhynchotus rufescens
  - R. rufescens rufescnes, Перу, Болівія, Парагвай, південний схід Бразилії та північний схід Аргентини
  - R. rufescens catingae, поширений у центральній та південно-західній Бразилії
  - R. rufescens pallascens, поширений на північному заході Аргентини